# Aruba op de Olympische Zomerspelen 2016
Aruba nam deel aan de Olympische Zomerspelen 2016 in Rio de Janeiro, Brazilië. Zeilster Nicole van der Velden droeg de vlag tijdens de openings- en sluitingsceremonie. Namens Aruba namen zeven atleten deel, de grootste delegatie sinds de Olympische Zomerspelen 1988.

## Deelnemers en resultaten
(m) = mannen, (v) = vrouwen 

### Judo
| Olympiër   | Discipline | Resultaat | Prestatie                                                                          |
| ---------- | ---------- | --------- | ---------------------------------------------------------------------------------- |
| Jayme Mata | –66 kg (m) | 9e        | 1e ronde: vrij 2e ronde: W van VAN Mahit: ippon 3e ronde: V van UZB Sobirov: ippon |

### Taekwondo
| Olympiër        | Discipline | Resultaat | Prestatie                      |
| --------------- | ---------- | --------- | ------------------------------ |
| Monica Pimentel | –49 kg (v) | 11e       | 1e ronde: V van FRA Aziez: 1-2 |

### Zeilen
| Olympiër                             | Discipline       | Resultaat | Prestatie                                       |
| ------------------------------------ | ---------------- | --------- | ----------------------------------------------- |
| Philipine van Aanholt                | Laser Radial (v) | 28e       | 206 punten: (24-21-18-32-27-27-21-19-24-26)     |
|                                      |                  |           |                                                 |
| Nicole van der Velden V Thijs Visser | Nacra 17 (g)     | 16e       | 135 punten: (15-18-1-15-14-1-19-17-10-16-16-14) |

### Zwemmen
| Olympiër         | Discipline          | Resultaat | Prestatie              |
| ---------------- | ------------------- | --------- | ---------------------- |
| Mikel Schreuders | 200m vrije slag (m) | 45e       | serie 1: 6e in 1.55,10 |
|                  |                     |           |                        |
| Allyson Ponson   | 50m vrije slag (v)  | 45e       | serie 7: 7e in 26,00   |